# Across 110th Street (chanson)
Pour les articles homonymes, voir Across 110th Street.
Across 110th Street est une chanson de Bobby Womack, issue de la bande originale du film éponyme de Barry Shear. En 1973, le disque de la bande originale se hisse à la 15e place au Billboard 200, le classement américain des LP, et le single la 19e place. La chanson connaît un regain d'intérêt en 1997 avec le film Jackie Brown de Quentin Tarantino, puis en 2007 avec le film American Gangster de Ridley Scott.

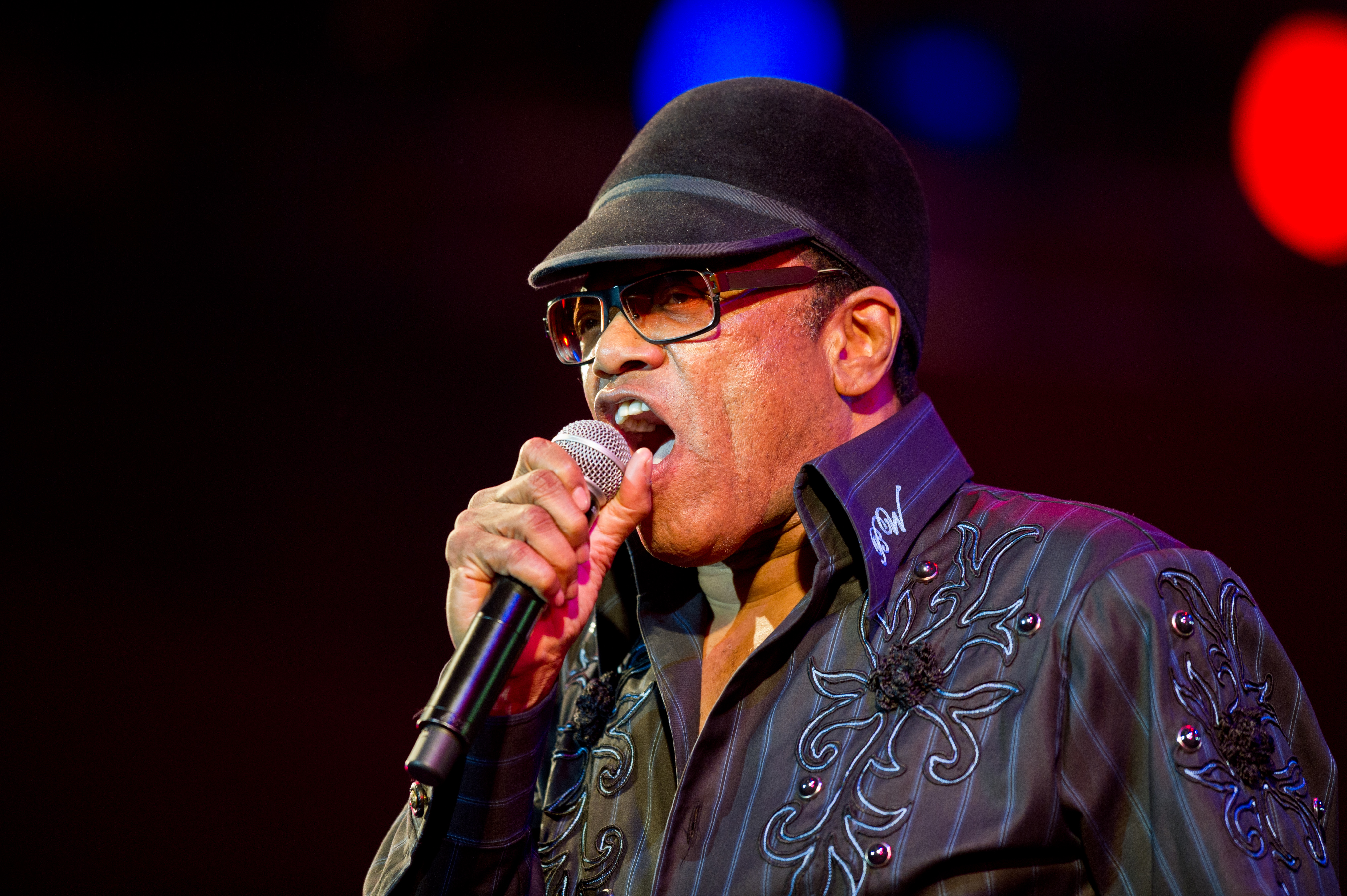
Bobby Womack au festival de Roskilde en 2010.

Le single sort en février 1973 chez United Artists. Il est crédité à Bobby Womack & Peace dont le précédent succès a été Harry Hippie (en),. La chanson est composée par Bobby Womack et J.J. Johnson et la face B, Hang On In There, est composée par Bobby Womack seul.

## Reprises
Calvin Richardson (en) en fait un reprise en 2009 dans son album Facts Of Life – The Soul of Bobby Womack et Ania Dąbrowska en 2015 dans Ania Movie. Une version de Los Lobos avec Bobby Womack apparaît sur l'album The Ride, en medley avec Wicked Rain.

## Postérité
50 Cent a déclaré à NME que la chanson est la première dont il est tombé amoureux : « À cause de la situation des personnes noires aux États-Unis à l'époque, il y avait beaucoup de chants de révolte à ce sujet. Cela semblait être quelque chose de bouleversant pour les personnes autour de moi. J'ai ressenti la puissance de la musique pour soulever les gens, les mettre en colère ou les rendre fiers. »